# De moordclub (op donderdag)
De moordclub (op donderdag) is een misdaadboekenreeks van de Britse televisiepresentator en auteur Richard Osman.

## Achtergrond
Het eerste deel, getiteld The Thursday Murder Club, was Osmans debuut als fictieschrijver en werd in september 2020 gepubliceerd. Het boek kreeg veel lovende kritieken en publieke bijval en was een groot financieel succes. Het werd de nummer 1 kerstmis-bestseller in het Verenigd Koninkrijk, een primeur voor een debuterende romanschrijver. De daaropvolgende delen in de serie werden eveneens goed ontvangen. The Last Devil To Die belandde op 8 oktober 2023 op nummer 1 op de New York Times-bestsellerlijst.

## Verhaal
De club in kwestie bestaat uit vier bejaarde gepensioneerden die wonen in Cooper's Chase, een luxueus bejaardentehuis in het fictieve dorpje Fairhaven in Kent. De club werd aanvankelijk opgericht om onopgeloste zaken te bespreken, maar de vier raken steevast betrokken bij het onderzoeken van daadwerkelijke moorden in de buurt.
De groep bestaat uit voormalig spion Elizabeth Best, vakbondsleider Ron Ritchie, verpleegster Joyce Meadowcroft en psychiater Ibrahim Arif.

## Boeken
1. 2020: The Thursday Murder Club (nl: De moordclub (op donderdag))
2. 2021: The Man Who Died Twice (nl: De man die twee keer dood ging)
3. 2022: The Bullet That Missed (nl: Het schot dat niemand raakte)
4. 2023: The Last Devil To Die (nl: De laatste duivel die sterft)
5. 2025: The Impossible Fortune[3]

## Adaptaties
Een verfilming van het eerste boek is een productie van Steven Spielbergs Amblin Entertainment, met een script van Katy Brand en Chris Columbus als regisseur. De film heeft een ensemblecast onder leiding van Helen Mirren als Elizabeth, Pierce Brosnan als Ron, Ben Kingsley als Ibrahim en Celia Imrie als Joyce. De film zal vanaf augustus 2025 vertoond worden op Netflix.